# Grijze grasuil
De grijze grasuil (Mythimna pudorina) is een nachtvlinder uit de familie van de uilen, de Noctuidae. De voorvleugellengte bedraagt tussen de 16 en 19 millimeter. De soort komt verspreid over het Palearctisch gebied voor. Hij overwintert als rups.

## Waardplanten
De grijze grasuil heeft als waardplanten allerlei soorten uit de grassenfamilie, zoals pijpenstrootje, riet en rietgras. De soort heeft moerassen, natte heide en grasland als habitat.

## Voorkomen in Nederland en België
De grijze grasuil is in Nederland en België een vrij algemene soort, die verspreid over het hele gebied kan worden gezien. De vlinder kent één generatie die vliegt van juni tot halverwege augustus.